# Їсін (Цзянсу)
Їсін (кит.: 宜興, піньїнь: Yíxīng, букв. «придатний створювати») — міський повіт округу Усі в провінції Цзянсу на сході Китаю.

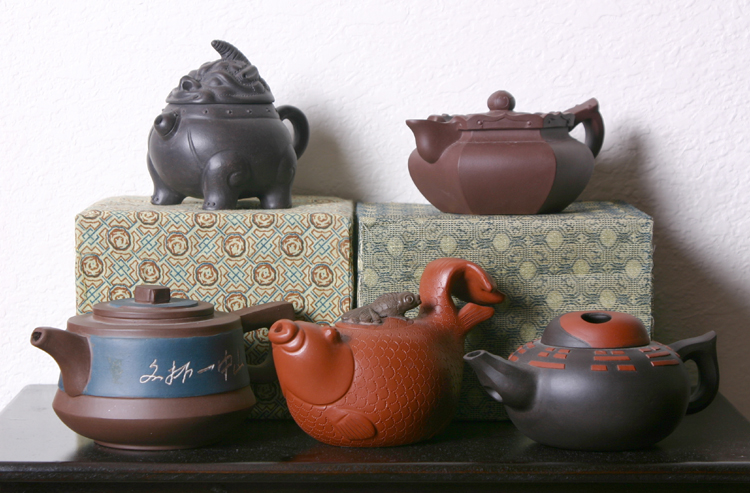
Їсінський чайний посуд

Місто Їсін отримало всесвітню популярність переважно завдяки своїй кераміці — чайному посуду, виготовленому з їсінської глини.

## Географія
Розташований на півдні провінції на західному березі озера Тайху.

### Клімат
Місто знаходиться у зоні, котра характеризується вологим субтропічним кліматом. Найтепліший місяць — липень із середньою температурою 28.4 °C (83.1 °F). Найхолодніший місяць — січень, із середньою температурою 3.2 °С (37.8 °F).
| Клімат Їсіна            | Клімат Їсіна | Клімат Їсіна | Клімат Їсіна | Клімат Їсіна | Клімат Їсіна | Клімат Їсіна | Клімат Їсіна | Клімат Їсіна | Клімат Їсіна | Клімат Їсіна | Клімат Їсіна | Клімат Їсіна | Клімат Їсіна |
| Показник                | Січ.         | Лют.         | Бер.         | Квіт.        | Трав.        | Черв.        | Лип.         | Серп.        | Вер.         | Жовт.        | Лист.        | Груд.        | Рік          |
| Середня температура, °C | 3,2          | 4,4          | 8,8          | 14,9         | 20,3         | 24,4         | 28,4         | 27,9         | 23,1         | 17,5         | 11,6         | 5,4          | 15,8         |
| Норма опадів, мм        | 40.9         | 61.1         | 83.2         | 102.5        | 113.7        | 173.2        | 156.4        | 123.2        | 118          | 63           | 54.5         | 35.1         | 1124.8       |
| Днів з опадами          | 10,2         | 11,7         | 13,4         | 14,1         | 13,7         | 12,7         | 12,3         | 11,9         | 12,5         | 11,3         | 10,7         | 9,9          | 144,4        |
| Вологість повітря, %    | 74.3         | 75.7         | 75.8         | 76.7         | 77           | 79.9         | 80.9         | 80.2         | 81.1         | 78.4         | 76.5         | 74           | 77.5         |
| ----------------------- | ------------ | ------------ | ------------ | ------------ | ------------ | ------------ | ------------ | ------------ | ------------ | ------------ | ------------ | ------------ | ------------ |
| Джерело: Weatherbase    |              |              |              |              |              |              |              |              |              |              |              |              |              |

## Відомі мешканці міста
- Сюй Пу (1429—1499) — міністр при імператорі Мін Хунчжі.
- Чжоу Пейюань[en] — відомий фізик-теоретик, президент Пекінського університету (1978—1981) й академік Китайської академії наук.
- Сюй Бейхун — художник.
- Цзянь Сюлін — національна героїня Бельгії.